# Мамадышский кантон
Мамадышский кантон (тат. Мамадыш кантоны) — административно-территориальная единица в составе Татарской АССР, существовавшая в 1920—1930 гг. Центр кантона — город Мамадыш. Площадь — 4,8 тыс. км². Население — 170,6 тыс. чел. (1926).
По данным 1926 года в кантоне было 9 волостей
- Абдинская
- Вахитовская
- Кукморская
- Мамадышская
- Мамалеевская
- Омарская
- Сабинская (центр — с. Богатые Сабы)
- Токанышевская
- Усалинская

Волости делились на 216 сельсоветов.
В 1930 году Мамадышский кантон, как и все остальные кантоны Татарской АССР, был упразднён. На его территории были образованы районы.